# Grand Prix automobile du Portugal 1984
Le Grand Prix automobile du Portugal 1984, 16e et dernière manche du championnat 1984, est une course de Formule 1 qui s'est déroulée le 21 octobre 1984 sur le circuit d'Estoril près de Lisbonne.

## Classement
| Pos. | No | Pilote             | Écurie            | Tours | Temps/Abandon                      | Grille | Points |
| ---- | -- | ------------------ | ----------------- | ----- | ---------------------------------- | ------ | ------ |
| 1    | 7  | Alain Prost        | McLaren-TAG       | 70    | 1 h 41 min 11 s 753 (180,541 km/h) | 2      | 9      |
| 2    | 8  | Niki Lauda         | McLaren-TAG       | 70    | + 13 s 425                         | 11     | 6      |
| 3    | 19 | Ayrton Senna       | Toleman-Hart      | 70    | + 20 s 042                         | 3      | 4      |
| 4    | 27 | Michele Alboreto   | Ferrari           | 70    | + 20 s 317                         | 8      | 3      |
| 5    | 11 | Elio De Angelis    | Lotus-Renault     | 70    | + 1 min 32 s 169                   | 5      | 2      |
| 6    | 1  | Nelson Piquet      | Brabham-BMW       | 69    | + 1 tour                           | 1      | 1      |
| 7    | 15 | Patrick Tambay     | Renault           | 69    | + 1 tour                           | 7      |        |
| 8    | 22 | Riccardo Patrese   | Alfa Romeo        | 69    | + 1 tour                           | 12     |        |
| 9    | 28 | René Arnoux        | Ferrari           | 69    | + 1 tour                           | 17     |        |
| 10   | 2  | Manfred Winkelhock | Brabham-BMW       | 69    | + 1 tour                           | 19     |        |
| 11   | 20 | Stefan Johansson   | Toleman-Hart      | 69    | + 1 tour                           | 10     |        |
| 12   | 26 | Andrea De Cesaris  | Ligier-Renault    | 69    | + 1 tour                           | 20     |        |
| 13   | 14 | Gerhard Berger     | ATS-BMW           | 68    | + 2 tours                          | 23     |        |
| 14   | 5  | Jacques Laffite    | Williams-Honda    | 67    | + 3 tours                          | 15     |        |
| 15   | 21 | Mauro Baldi        | Spirit-Hart       | 66    | + 4 tours                          | 25     |        |
| 16   | 30 | Jo Gartner         | Osella-Alfa Romeo | 65    | Panne d'essence                    | 24     |        |
| 17   | 23 | Eddie Cheever      | Alfa Romeo        | 64    | + 6 tours                          | 14     |        |
| Abd. | 24 | Piercarlo Ghinzani | Osella-Alfa Romeo | 60    | Moteur                             | 22     |        |
| Abd. | 12 | Nigel Mansell      | Lotus-Renault     | 52    | Freins                             | 6      |        |
| Abd. | 16 | Derek Warwick      | Renault           | 51    | Boîte de vitesses                  | 9      |        |
| Abd. | 33 | Philippe Streiff   | Renault           | 48    | Transmission                       | 13     |        |
| Abd. | 6  | Keke Rosberg       | Williams-Honda    | 39    | Moteur                             | 4      |        |
| Abd. | 25 | François Hesnault  | Ligier-Renault    | 31    | Panne électrique                   | 21     |        |
| Abd. | 18 | Thierry Boutsen    | Arrows-BMW        | 24    | Transmission                       | 18     |        |
| Abd. | 10 | Jonathan Palmer    | RAM-Hart          | 19    | Boîte de vitesses                  | 26     |        |
| Abd. | 17 | Marc Surer         | Arrows-BMW        | 8     | Panne électrique                   | 16     |        |
| Abd. | 9  | Philippe Alliot    | RAM-Hart          | 2     | Moteur                             | 27     |        |

## Pole position et record du tour
- Pole position : Nelson Piquet en 1 min 21 s 703 (vitesse moyenne : 191,670 km/h).
- Meilleur tour en course : Niki Lauda en 1 min 22 s 996 au 51e tour (vitesse moyenne : 188,684 km/h).

## Tours en tête
- Keke Rosberg : 8 (1-8)
- Alain Prost : 62 (9-70)

## À noter
- 16e victoire pour Alain Prost.
- 42e victoire pour McLaren en tant que constructeur.
- 12e victoire pour TAG-Porsche en tant que motoriste.
- 89e et dernier Grand Prix pour l'écurie ATS.
- À l'issue de cette course, Niki Lauda devient champion du monde.